# Zoopiji
Zoopiji (gr. Ζωοπηγή) – wieś w Republice Cypryjskiej, w dystrykcie Limassol. W 2011 roku liczyła 140 mieszkańców.